# Kurt Hoppe (Fußballspieler)
Kurt Hoppe (* 24. April 1924), ein ehemaliger deutscher Fußballspieler,  der 1951 und 1952 für Motor Dessau in der DDR-Oberliga, der höchsten Liga im DDR-Fußball, spielte.

## Sportliche Laufbahn
Als 27-Jähriger bestritt Kurt Hoppe für die Betriebssportgemeinschaft (BSG) Motor Dessau im Jahr 1951 seine beiden ersten Oberligaspiele. Jeweils als Stürmer wurde er vom Spielertrainer Johannes Manthey am 1. April im 29. Oberligaspiel der Dessauer anstelle von Rudolf Kersten und am 8. April im 30. Oberligaspiel als Ersatz für Rolf Theile eingesetzt. In der Spielzeit 1951/52 spielte Kurt Hoppe zunächst lange Zeit in der Reservemannschaft und kam in der Hinrunde nur sporadisch in fünf Oberligaspielen als Abwehrspieler zum Einsatz. Erst als in der Rückrunde der etatmäßige Mittelfeldspieler Heinz Matthies ausfiel, übernahm Hoppe in der 1. Mannschaft in weiteren 14 Punktspielen dessen Position. Im Sommer 1952 beendete Kurt Hoppe seine Laufbahn im höherklassigen Fußball.